# كورتيس جاي همفريز
كورتيس جاي همفريز (بالإنجليزية: Curtis J. Humphreys)‏ هو فيزيائي أمريكي، ولد في 17 فبراير 1898 في ألايانس في الولايات المتحدة، وتوفي في 1 نوفمبر 1986 في ديلاوير في الولايات المتحدة.